# Trasování (epidemiologie)
Trasování je epidemiologický nástroj pro identifikaci osob, které byly v kontaktu s nakaženou osobou. Cílem trasování je identifikovat potenciálně nakažené a izolovat je v karanténě a tím chránit společnost před nekontrolovaným šířením infekčního onemocnění.